# Jungle Stories
Jungle Stories fue una revista pulp estadounidense que fundó Fiction House en 1938. Se publicó desde 1938 hasta 1954 con un total de 58 números.

## Historia de la publicación
Aunque los primeros relatos de ciencia ficción estadounidenses aparecieron antes de la década de 1920, no fue sino hasta el lanzamiento de Amazing Stories en 1926 -una publicación pulp pionera propiedad de Hugo Gernsback- que este género alcanzó la independencia en términos de comercialización y desarrollo editorial. A fines de la década de 1930, este pasaba por su primer auge, y varios títulos nuevos aparecieron en el mercado.

### Fundación
Tras las dificultades que tuvo durante la Gran Depresión, Fiction House —una de las editoras pulp más importantes de la década de 1920— reinició sus operaciones en 1934 y logró buenos resultados con títulos detectivescos y románticos a través de una subsidiaria que denominó Love Romances Inc. Parte de este éxito se debió al trabajo editorial de Thurman T. Scott, quien luego de lanzar Jumbo Comics en 1938, decidió incluir historias con toques de ciencia ficción en algunas de sus publicaciones: la primera revista que tuvo material de este género fue Jungle Stories, que apareció entre fines de 1938 y principios de 1939. Aunque no incluyó de manera exclusiva relatos de ciencia ficción, a menudo aparecían elementos simbólicos o personajes que hacían mención a ella como por ejemplo sobrevivientes de la Atlántida, gorilas inteligentes o dinosaurios.